# Pascual De Gregorio
Pascual Renato De Gregorio (Coronel, 5 marzo 1972) è un ex calciatore cileno, di ruolo attaccante.

## Carriera
Tra il 2000 ed il 2001 colleziona 11 presenze in Serie A con la maglia del Bari.